# 天主教布卢梅瑙教区
天主教布盧梅瑙教區（拉丁語：Dioecesis Florumpratensis），是巴西一個天主教教區，位於聖卡塔琳娜州東北部，包括十三個市。屬弗洛里亞諾波利斯總教區。
教區成立於2000年4月19日。2012年有教友430,000人，佔總人口70.6%。有三十八個堂區、司鐸六十五人。現任教區主教為若瑟·內格里。